# Liste der Monuments historiques in Remoray-Boujeons
Die Liste der Monuments historiques in Remoray-Boujeons führt die Monuments historiques in der französischen Gemeinde Remoray-Boujeons auf.

## Liste der Immobilien
| Bezeichnung | Beschreibung                                         | Standort                             | Kennzeichnung | Schutzstatus   | Datum     | Bild           |
| ----------- | ---------------------------------------------------- | ------------------------------------ | ------------- | -------------- | --------- | -------------- |
| Pfarrhaus   | 1835 erbaut; mit der Innenausstattung und dem Garten | Remoray, 9 place de la Mairie (Lage) | PA25000024    | Inscrit Classé | 2001 2002 | weitere Bilder |

## Liste der Objekte
| Bezeichnung            | Beschreibung                                                  | Standort                                             | Kennzeichnung | Schutzstatus | Datum | Bild |
| ---------------------- | ------------------------------------------------------------- | ---------------------------------------------------- | ------------- | ------------ | ----- | ---- |
| Gemälde Geburt Mariens | Ölfarbe auf Leinwand, 18. Jahrhundert; nach Nicolas Vleughels | Boujeons, in der Kirche Nativité-de-la-Vierge (Lage) | PM25001263    | Classé       | 1981  |      |